# Гуастальське герцогство
Гуаста́льське ге́рцогство (лат. Ducatus Guastallensis; італ. Ducato di Guastalla) — у 1621—1859 роках мале герцогство в Північній Італії, зі столицею в Гуасталлі. Створене на базі Гуастальського графства Священної Римської імперії. Керувалося герцогами Гуастальськими з роду Гозага. У 1678—1692 роках перебувало в унії із Мантуанським герцогством. Брало участь у Війні за іспанську спадщину 1701—1714 років на боці імператора, стало місцем руйнівних боїв між австрійськими і французько-савойськими військами. Окуповане французами у 1702—1706 роках. Внаслідок смерті бездітного герцога Джузеппе в 1746 році увійшло до складу Ломбардії під контролем Габсбурзького дому. Згідно з австрійсько-іспанським договором 1748 року передане  іспанським Бурбонам разом із Пармським герцогством. 1749 року вступило в унію із Пармою. 1802 року окуповане французькими революційними військами, а за чотири роки приєднане до Наполеонівської Італії. 1814 року відновлене в унії з Пармою, якою правила герцогиня Марія-Луїза, дружина Наполеона. Після її смерті в 1848 році перебувало в унії із Моденським герцогством, де залишалося до появи об'єднаного Італійського королівства.

## Назва
- Гуаста́лла, або Гваста́лла (італ. Guastalla) — коротка назва.
- Ге́рцогство Гуаста́лла (лат. Ducatus Guastallae, італ. Ducato di Guastalla, нім. Herzogtum Guastalla, фр. Duché de Guastalla) — офіційна назва.
- Гуаста́льське ге́рцогство (лат. Ducatus Guastallensis) — альтернативний запис офіційної назви.
- Гваста́льське князі́вство — староукраїнська назва.

## Історія
- 12 жовтня 1539 — Гуастальське графство контролює Гонгазька династія[1].
- 2 липня 1621 — гуастальський граф отримує титул герцогоа; засновано Гуастальське герцогство[1].
- 13 січня 1678 — 4 травня 1692 — унія із Матуанським герцогством; адмініструвалося з Мантуї[1].
- 11 серпня 1692 — відновлено самостійність і Гонгазьку династію[1].
- 30 серпня 1702 — 6 грудня 1706 — окуповане Францією; адмініструвалося з Модени[1].
- 16 серпня 1746 — окуповане Австрією через вигасання правлячого роду герцогів Гонгаз; адмініструвалося з Парми[1].
- 18 жовтня 1748 — передане іспанським Бурбонам разом із Пармським герцогством згідно з австрійсько-іспанським договором[1].
- 13 лютого 1749 — особиста унія унія із Пармським герцогством[1].
- 9 жовтня 1802 — окуповане французькими революційними військами; адмініструвалося з Парми[1].
- 30 березня 1806 — відновлене як герцогство під французьким контролем[1].
- 24 травня 1806 — анексоване Наполеонівським королівством Італії[1].
- 6 червня 1814 — відновлене; повторна унія із Пармським герцогством[1].
- 8 січня 1848 — особиста унія із Моденським герцогством[1].
- 16 червня — 10 серпня 1848 — адмініструвалося Сардинсько-Пємонтського королівством[1].
- 20 серпня 1859 — анексовано Сардинсько-Пємонтським королівством[1]; увійшло до складу об'єднаного Італійського королівства.

## Державний устрій

### Герцоги
- 1621.07.02 — 1630.08.05: Ферранте II Гонзага (1563 — 1630)
- 1630.08.05 — 1632.02.26: Чезаре II Гонзага (1592 — 1632)
- 1632.02.26 — 1678.01.11: Ферранте III Гонзага (1618 — 1678)
- 1678.01.11 — 1692.05.04: управителі із Мануї
  - 1678 — 1679: Балдассаре, маркіз Кастільйонський
  - 1679 — 1692: Маргарита д'Есте (1619 — 1692)
- 1692.05.04 — 1702.08.30: Вінченцо Гонзага (1634 — 1714), вперше; прибув 1692.08.11
- 1702.08.30 — 1706.12.06: французька окупація;
- 1714-1729 Антоніо Ферранте Гонзага
- 1729-1746 Джузеппе Марія Ґонзаґа

титулярні
- 1790—1792: Леопольд II (імператор Священної Римської імперії)